# Esthlogena albolineata
Esthlogena albolineata là một loài bọ cánh cứng trong họ Cerambycidae.